# Diamond Stars FC
The Diamond Stars of Kono Football Club w skrócie Diamond Stars FC – sierraleoński klub piłkarski z siedzibą w Koidu, występujący w Sierra Leone National Premier League (najwyższej klasie rozgrywkowej swego kraju). W sezonie 2011/2012 został pierwszą drużyną spoza stołecznego Freetown, które zwyciężyło ligę.

## Sukcesy
- Premier League[2]:
  - mistrzostwo (2): 2012, 2013.

- Puchar Sierra Leone[3]:
  - zwycięstwo (1): 1992.

## Występy w afrykańskich pucharach
| Sezon | Rozgrywki                 | Runda       | Kraj                          | Klub                           | Dom | Wyjazd | Dwumecz      |
| ----- | ------------------------- | ----------- | ----------------------------- | ------------------------------ | --- | ------ | ------------ |
| 1989  | Puchar Zdobywców Pucharów | 1           | Nigeria                       | Bendel United                  | 0–0 | 0–2    | 0–2          |
| 1993  | Puchar Zdobywców Pucharów | wstępna     | Togo                          | AC Semassi FC                  | –   | –      | –            |
| 1994  | Puchar CAF                | wstępna     | Republika Zielonego Przylądka | Boavista da Praia              | 4–1 | 1–3    | 5–4          |
| 1994  | Puchar CAF                | 1           | Gwinea                        | CI Kamsar                      | 1–0 | 0–1    | 1–1 (k. 4–3) |
| 1994  | Puchar CAF                | 2           | Kamerun                       | Unisport Bafang                | 1–2 | 0–2    | 1–4          |
| 1994  | Puchar CAF                | ćwierćfinał | Sudan                         | Al-Mourada Omdurman            | –   | –      | –            |
| 2013  | Liga Mistrzów             | wstępna     | Wybrzeże Kości Słoniowej      | Academie de Foot Amadou Diallo | 1–1 | 1–5    | 2–6          |
| 2014  | Liga Mistrzów             | wstępna     | Maroko                        | Raja Casablanca                | 1–2 | 0–6    | 1–8          |

## Stadion
Domowe mecze klub rozgrywa na stadionie o nazwie Koidu Sports Stadium w Koidu. Stadion może pomieścić 10500 widzów.